# Cuscuta veatchii
Cuscuta veatchii är en vindeväxtart som beskrevs av T. S. Brandeg.. Cuscuta veatchii ingår i släktet snärjor, och familjen vindeväxter. Inga underarter finns listade i Catalogue of Life.